# Sighnaghi
Sighnaghi (gruz. სიღნაღი) – miasto w regionie Kachetia we wschodniej Gruzji, administracyjne centrum prowincji Sighnaghi. Jest jednym z najmniejszym miast w kraju, jego populacja w 2014 r. wynosiła 1485 mieszkańców. Gospodarka Sighnaghi opiera się głównie na produkcji wina i tradycyjnych dywanów. Miasto i jego okolica znana jest z pięknych krajobrazów oraz zabytków. Po rekonstrukcji miasta stało się ono ważnym ośrodkiem turystycznym Gruzji.

## Historia
Aktualne terytorium miasta zostało zasiedlone w okresie paleolitu i było znane jako Hereti w średniowieczu i jako Kiziqi od XV wieku. Pierwsza wzmianka o Sighnaghi (w języku tureckim oznacza "fort") jako osadzie została zarejestrowana w późnym XVIII wieku. W 1762 r., Herakliusz II zlecił wykonanie planu miasta oraz budowę fortecy, by uchronić osadę przed atakami Dagestańczyków. Według spisu ludności z 1770 r. Sighnaghi zamieszkiwało 100 rodzin, głównie trudniących się handlem i rzemiosłem. Kiedy Gruzja została przyłączona do Imperium Rosyjskiego w 1801 r., Sighnaghi uzyskało oficjalnie status miasta, dodatkowo stało się stolicą prowincji Sighnaghi. Miasto szybko rozrastało się w czasach Związku Radzieckiego, było ważnym ośrodkiem rolniczym w okolicy. Jednak ciężki kryzys ekonomiczny post-radzieckiej Gruzji znacząco odbił się na Sighnaghi. Miasto zostało objęte rządowym (i współfinansowanym przez organizacje międzynarodowe) programem rekonstrukcji zabytkowego centrum oraz infrastruktury. Spowodowało to znaczący rozwój turystyki w regionie.

## Geografia i klimat
Miasto ma powierzchnię 2,978 km², zamieszkaną przez 2146 osób. Sighnaghi leży około 113 km na południowy wschód od Tbilisi, stolicy Gruzji, położone jest na wschodnim wzgórzu pasma górskiego Gombori, pomiędzy dolinami rzek Iori i Alazani, w regionie rolniczo-sadowniczym. Usytuowane na wysokości 790 m n.p.m., skąd roztacza się widok na Alzańską równinę oraz w oddali na szczyty Wysokiego Kaukazu.
Sighnaghi leży w strefie łagodnego, wilgotnego klimatu. Występują tutaj cztery pory roku, z łagodnymi zimami oraz gorącymi latami. Najwyższa średnia temperatura występuje w lipcu i wynosi 24,3°C, podczas gdy najniższa średnia temperatura notowana jest w styczniu u wynosi  0,2 °C. Przeciętne roczne opady wynoszą od 602,1 do 949,7 mm, najbardziej deszczową porą roku jest wiosna i wczesne lato.

## Kultura i zabytki

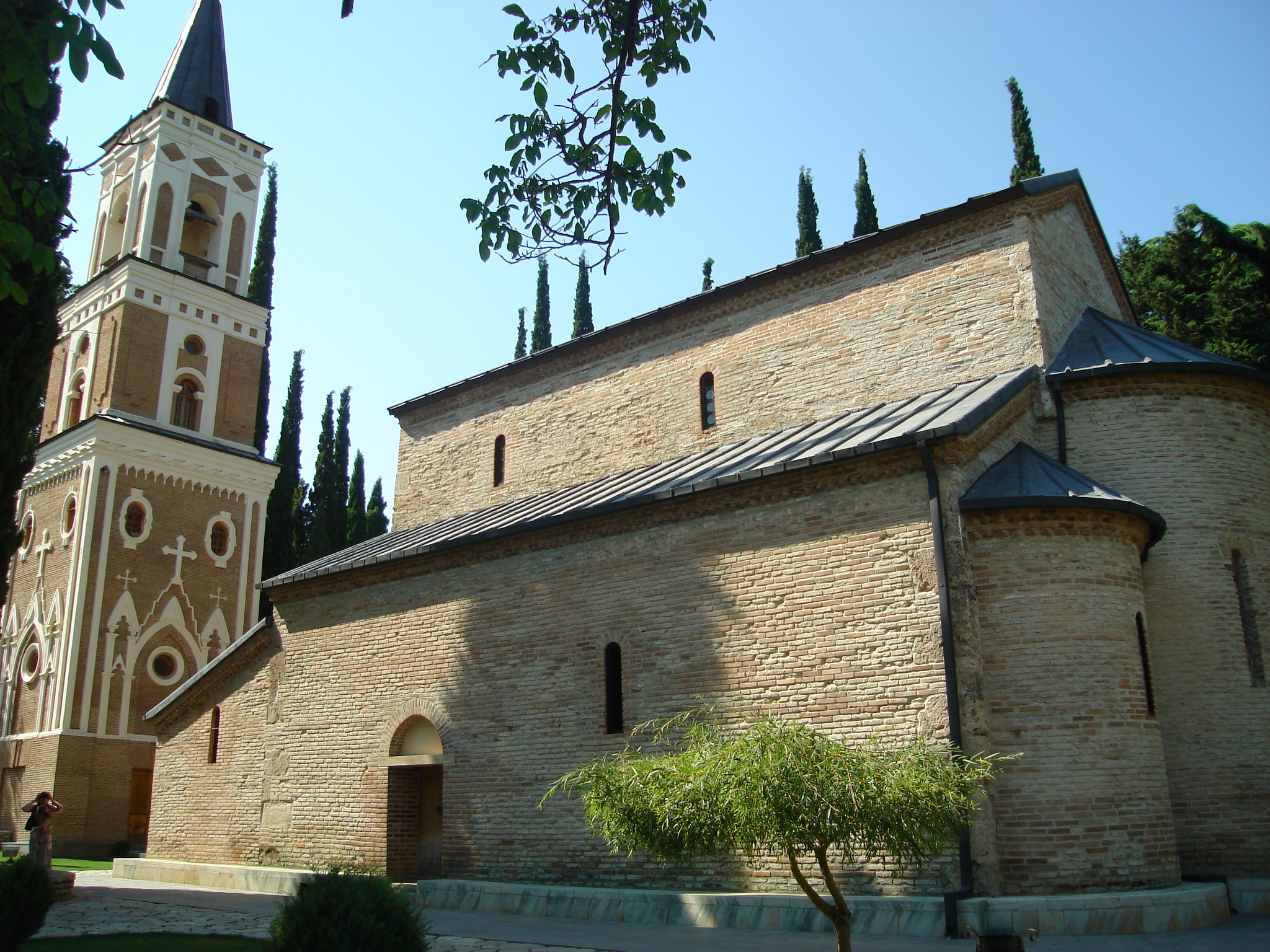
Monastyr Bodbe niedaleko Sighnaghi, miejsce gdzie znajdują się relikwie Św. Nino

W Sighnaghi i jego okolicach znajduje się wiele historycznych i kulturowych zabytków, dlatego też od 1975 r. są one szczególnie chronione przez państwo gruzińskie.
W 1762 r. powstały mury obronne miasta. Sighnaghijska twierdza była uważana za jeden z najbardziej solidnych systemów obronnych w całej Kachetii. W budowie twierdzy, oprócz miejscowych wzięli udział również mieszkańcy wszystkich okolicznych wsi. Podczas wrogich ataków ukrywali się oni w twierdzy wraz ze swoim dobytkiem, a ci chłopi, którzy mogli walczyć mieli obowiązek bronić wyznaczonego im terytorium.
Twierdza zajmowała powierzchnię około 40 ha. W swoim ogólnym planie twierdza przypomina zamkniętą łamaną krzywą, ponieważ odpowiada ona kształtowi góry, na której została wybudowana. Południowa część twierdzy znajduje się na wzniesieniu, dlatego mury twierdzy biegną zgodnie z grzbietem zachodniego i wschodniego stoku, po czym nagle skręcają do głębokiej przepaści, gdzie łączą się w całość. Całkowita długość murów twierdzy wynosi 2,5 km. Mury posiadają 23 wieże obronne, 5 wejść. Główne wejście, znane jako Magaros Wiszkari, łączy twierdzę bezpośrednio z miastem i jest chronione przez dwie boczne wieże obronne. Punkty obronne usytuowane są tak, aby razić wroga ogniem krzyżowym. Budowa wieży pozwalała także na odparcie ataków wewnątrz twierdzy.  W XIX wieku w związku z rozbudową miasta, część twierdzy została zagospodarowana pod zabudowę mieszkalną.
W Sighnaghi znajdują się dwie cerkwie – Świętego Jerzego oraz Świętego Szczepana. Natomiast 2 km od Sighnaghi znajduje się monastyr Bodbe z relikwiami Świętej Nino, miejsce pielgrzymek Gruzinów.
Lokalne muzeum etnografii i archeologii istniejące od lat 50. XX wieku, stale rozwijane, zostało przemianowane w 2007 r. na Muzeum w Sighnaghi.

## Galeria

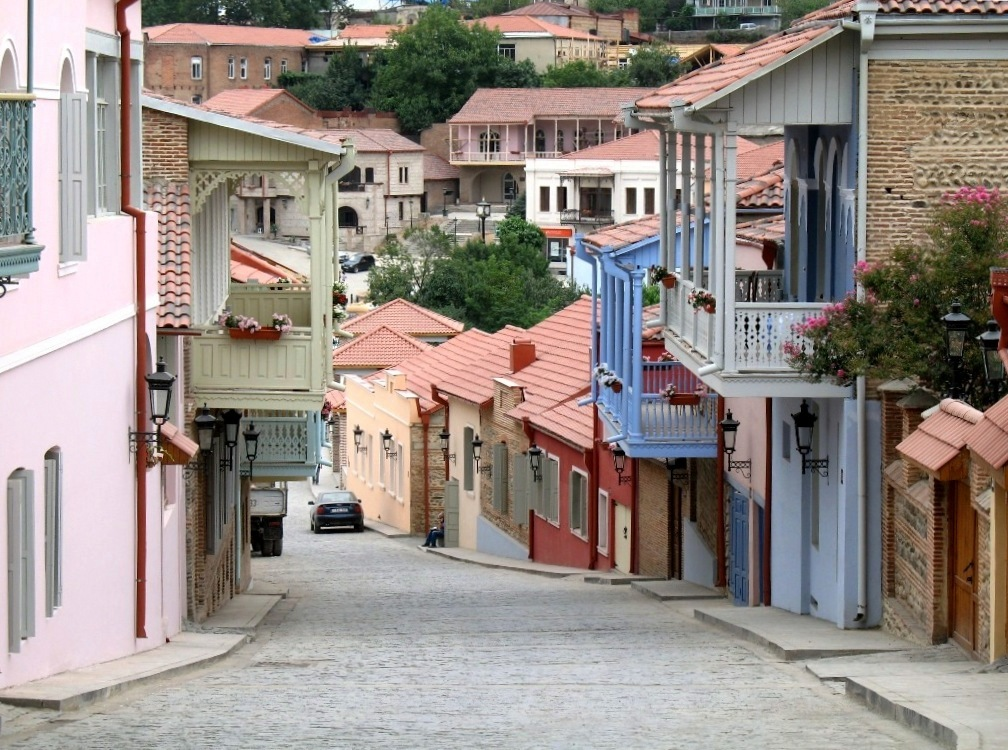
Stare budynki w Sighnaghi
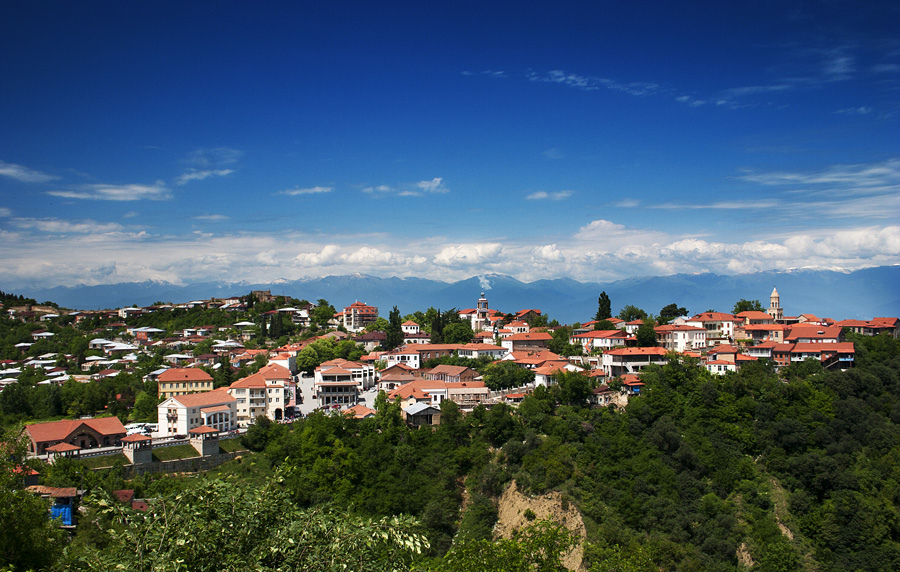
Stare budynki w Sighnaghi
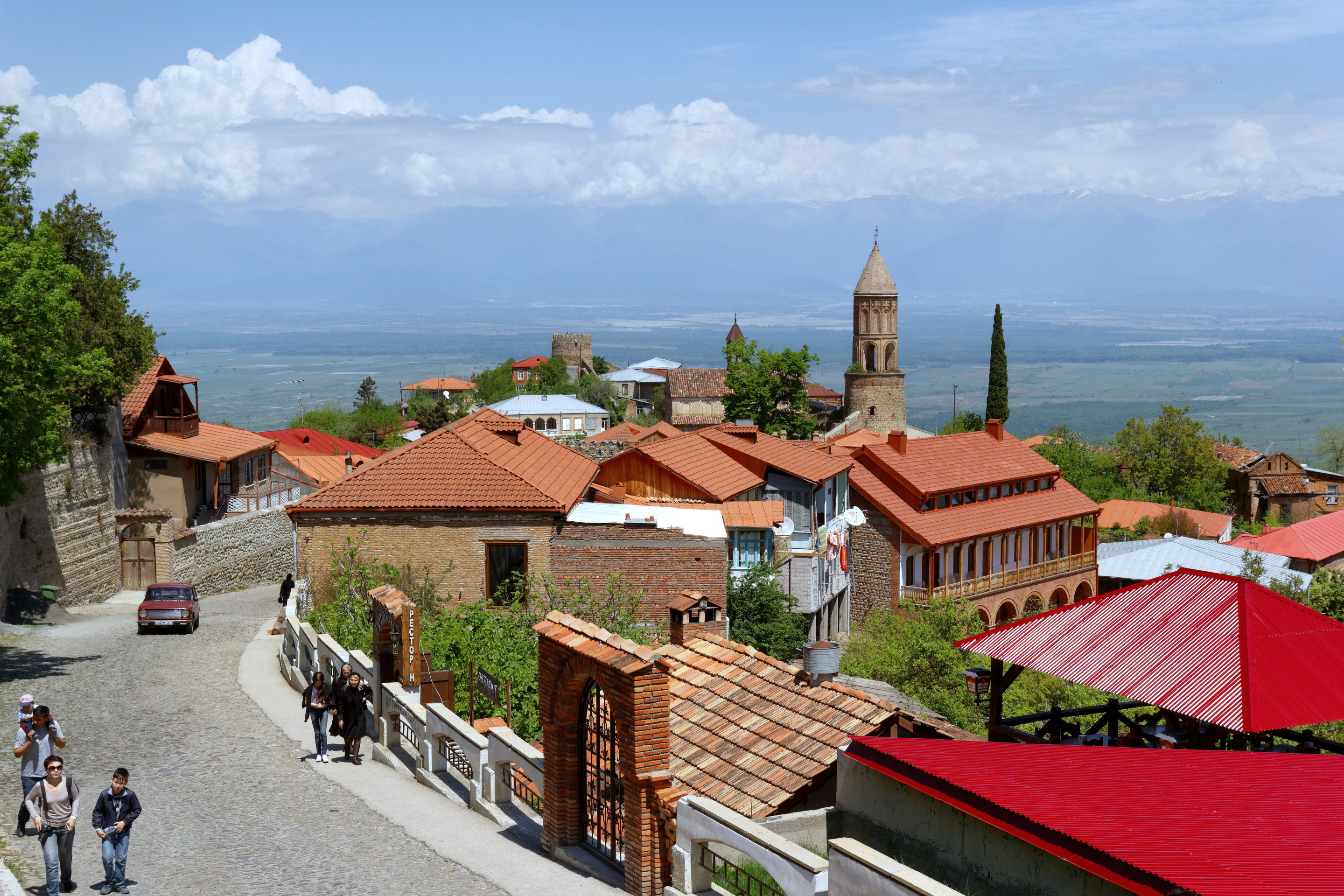
Stare budynki w Sighnaghi
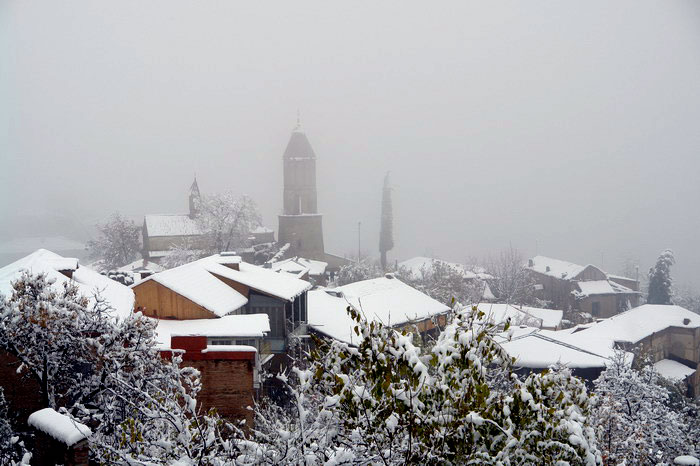
Sighnaghi zimą
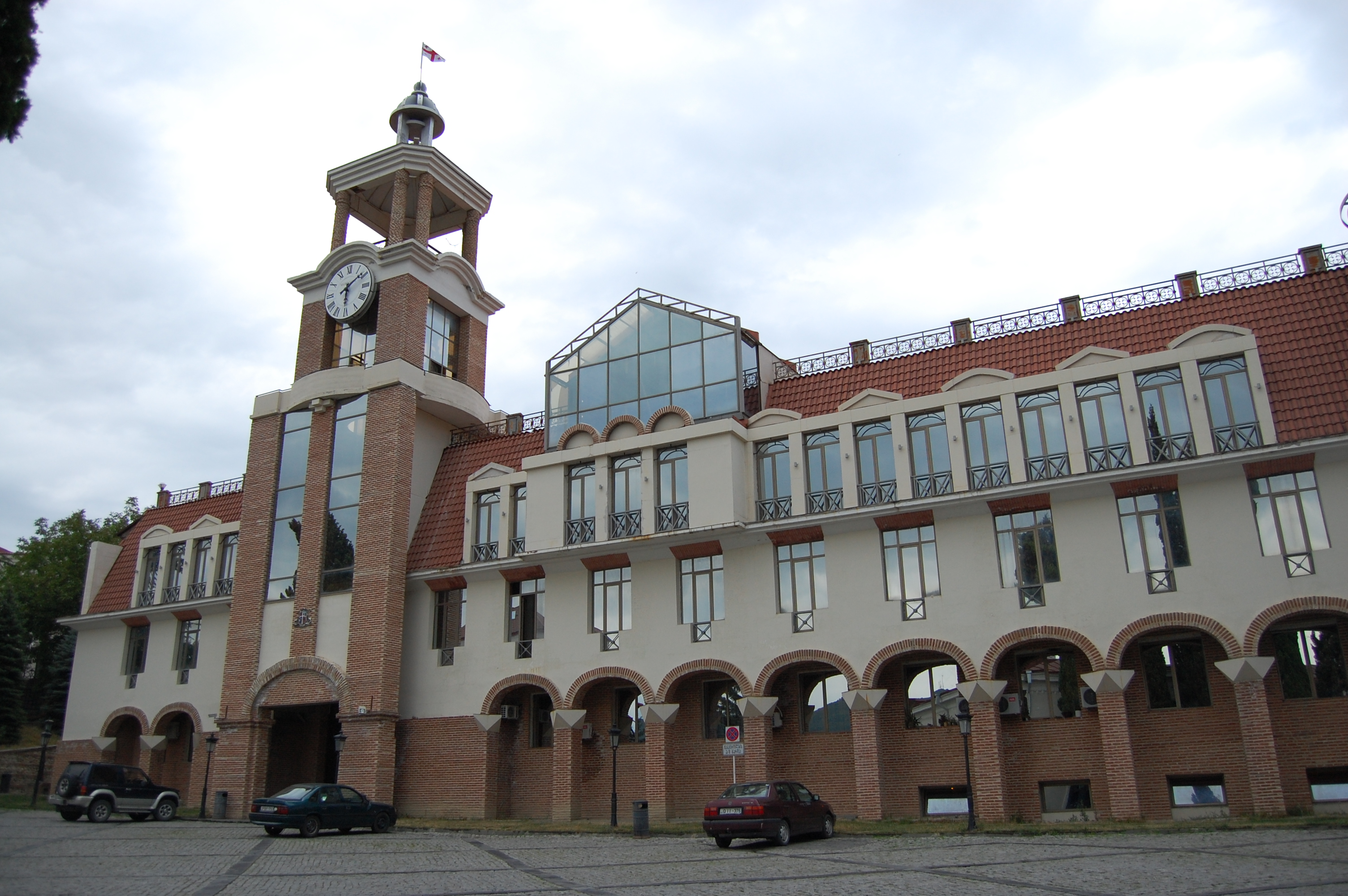
Urząd miasta